# 리처드 번스

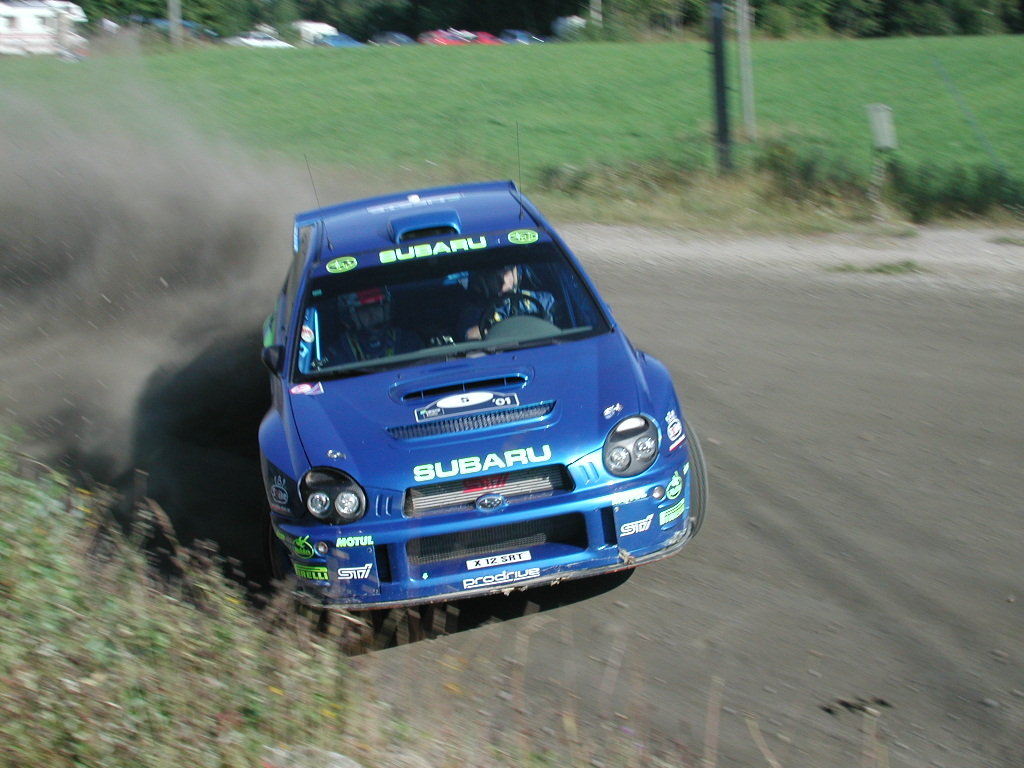
2001년의 리처드 번스

리처드 번스(Richard Burns, 1971년 1월 17일 ~ 2005년 11월 25일)는 잉글랜드의 자동차 경주 선수이다. 콜린 맥레이와 함께 활동했으며, 1991년부터 2003년까지는 로버트 레이드와 함께 활동했다. 2005년 11월 25일에 뇌암으로 세상을 떠났다.